# ヴィルヘルム・ルートヴィヒ (ヴュルテンベルク公)
ヴィルヘルム・ルートヴィヒ（Wilhelm Ludwig, 1647年1月7日 - 1677年6月23日）は、ヴュルテンベルク公（在位：1674年 - 1677年）。エーバーハルト3世とその最初の妃であったアンナ・カタリーナ（1614年 - 1655年）の息子。

## 生涯
1647年1月7日、エーバーハルト3世とアンナ・カタリーナの第9子としてシュトゥットガルトで生まれた。
1673年11月6日にダルムシュタットでヘッセン＝ダルムシュタット方伯ルートヴィヒ6世の娘マグダレーナ・ジビュラ（1652年 - 1712年）と結婚し、彼女との間にエーバーハルト・ルートヴィヒやマグダレーナ・ヴィルヘルミーネ（1677年 - 1742年、バーデン＝ドゥルラハ辺境伯カール3世ヴィルヘルム妃）らをもうけた。
1674年、父の死去によって公位に即くが、僅か3年後にヒルザウ（バーデン＝ヴュルテンベルク州）で急死。息子のエーバーハルト・ルートヴィヒが後を嗣いだ。

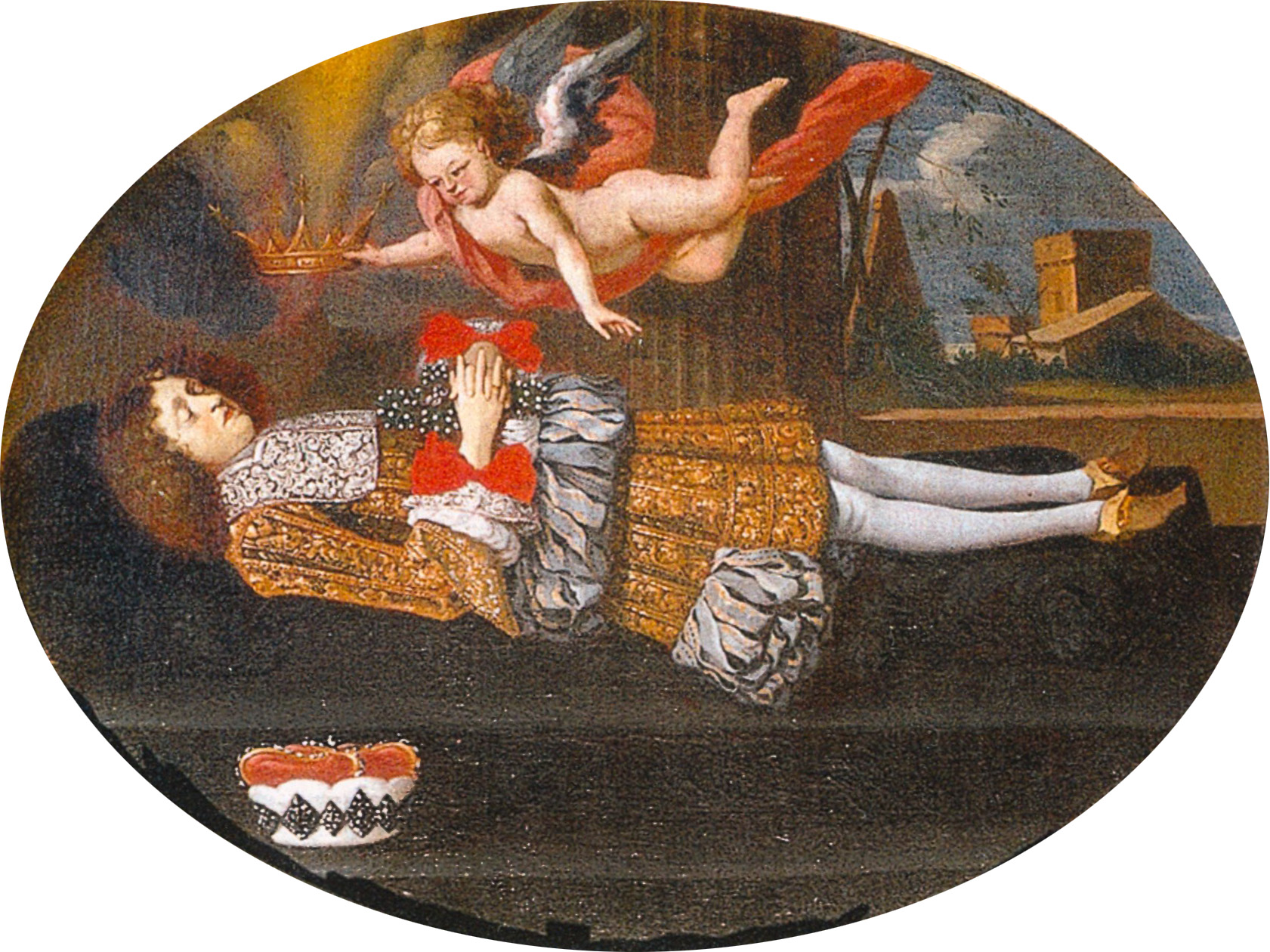
死の床にあるヴィルヘルム・ルートヴィヒ

## 子女
- エレオノーレ・ドロテア（1674年8月14日 - 1683年5月26日）
- エーバーハルディネ・ルイーゼ（1675年10月11日 - 1707年3月26日）
- エーバーハルト・ルートヴィヒ（1676年 - 1733年） - ヴュルテンベルク公
- マグダレーナ・ヴィルヘルミーネ（1677年 - 1742年） - バーデン＝ドゥルラハ辺境伯カール3世ヴィルヘルムと結婚